# Уральский научно-исследовательский институт фтизиопульмонологии
Ура́льский нау́чно-иссле́довательский институ́т фтизиопульмоноло́гии (УНИИФ) — ведущий научно–практический и организационно-методический центр по всем направлениям противотуберкулёзной работы в Уральском регионе (Приволжском и Уральском федеральных округах).

## История
На базе Городского показательного противотуберкулёзного диспансера в марте  1931 года Решением Уральского областного Совета депутатов трудящихся № 350 от 27 июня был создан Областной туберкулёзный институт. Располагался по ул. Толмачева 30 и ул. Карла Либкнехта, 36 с клиникой на 46 коек.
В годы Великой Отечественной войны коллектив Института пополнился специалистами из Москвы и других городов. Началось сотрудничество с институтом органической химии УрО АН СССР. По заданию Наркомздрава учёные института наладили выпуск сухого туберкулина, которым снабжали противотуберкулёзные учреждения страны.
В 1957 году Институт был передан в Федеральное подчинение.
В 50-е годы велись исследования по эпидемиологии, клинике и химиотерапии туберкулёза. В начале 60-х годов работа учёных Уральского института получила международное признание. Материалы исследований по проблемам силикоза и силикотуберкулёза были представлены на международных конференциях в Риме и Париже директором института профессором И.А.Шаклеиным.
В 1983 году Приказом Министерства здравоохранения РСФСР № 766 от 28 декабря институт объединён с диспансером № 4. г.Екатеринбурга на базе нового комплекса зданий по адресу: г. Екатеринбург, ул.XXII Партсъезда, 50, с клиникой на 350 коек и мощной рентгенологической и лабораторной  базами.

### Руководители
- 1931-1937 гг. Кандидат медицинских наук Михаил Николаевич Карноухов. Известный на Урале фтизиатр-организатор.
- 1937-1969 гг. Заслуженный деятель науки, доктор медицинских наук, профессор Иван Алексеевич Шаклеин. Крупный учёный-фтизиатр и организатор здравоохранения. Автор первой монографии "Пневмоперитонеум при туберкулёзе"
- 1969-1983 гг. Профессор, доктор медицинских наук Афанасий Васильевич Бедрин. Известный хирург-ортопед, автор оригинальных операций на тазобедренном суставе и позвоночнике при туберкулёзе.
- 1984 -2005 гг. Доктор медицинских наук, профессор, Заслуженный врач РФ Владислав Александрович Соколов, создавший в Уральском Регионе современную школу фтизиатров и рентгенологов.
- 2006-2011 гг. Доктор медицинских наук, профессор Дмитрий Николаевич Голубев, основатель нового направления в организации противотуберкулезной помощи и информатизации здравоохранения.
- В настоящее время Институтом руководит доктор медицинских наук, профессор Сергей Николаевич Скорняков.

## Направления научной деятельности
- Разработка и совершенствование ускоренных, высокодостоверных методов и систем диагностики туберкулёза.
- Научное обоснование формирования групп риска по заболеванию туберкулёзом.
- Разработка комплексных программ по повышению резистентности к заболеванию туберкулёзом детского населения.
- Разработка и апробация новых методов лечения туберкулёза.
- Разработка и апробация программы организационных мероприятий по повышению эффективности лечения туберкулёза среди социально неблагополучных слоёв населения.
- Разработка и апробация комплексных программ по медицинской и социальной реабилитации больных туберкулезом, относящихся к различным группам риска.
- Разработка и совершенствование санитарных нормативов и мер инфекционного контроля в медицинских учреждениях.
- Необходимо отметить, что по данным направлениям уже имеются серьёзные наработки, позволяющие предположить получение результатов научной работы в будущем.